# Extremadura Femenino Club de Fútbol
El Extremadura Femenino CF (que en la temporada 2008/2009 jugó en la Superliga como Club de Fútbol Puebla Extremadura) es un club de fútbol de España, de la ciudad de Almendralejo (Badajoz). Los orígenes del club se remontan a 1999, pero es en 2008 cuando se crea el Extremadura Femenino Club de Fútbol como tal. El equipo descendió en la temporada 2008/2009 de la Superliga Española. Actualmente juega en la Primera Nacional Femenina de España, Grupo 4.

## Historia

### CFF Irex Puebla
Aunque el Extremadura CF aún no ha conseguido logros importantes en el fútbol femenino español, si que hay que destacar los éxitos que cosechó uno de sus antecesores: el Irex Puebla, que quedó campeón de la liga femenina en la temporada 1999/00, además de los subcampeonatos logrados en las temporadas 1998/99 y 2001/02.
En cuanto a la Copa de la Reina de Fútbol, el Irex Puebla no conquistó ningún título, pero disputó las finales de 2001 y 2005, perdiendo en ambas contra la Levante UD  por 5-1 y 2-1 respectivamente.

### Extremadura Femenino
El Extremadura Femenino Club de Fútbol nació en 2008 fruto de la unión de la Agrupación Deportiva Las Mercedes de Almendralejo y el Club de Fútbol Femenino Irex Puebla de Puebla de la Calzada. El nuevo club ocupó la plaza de este último en la Superliga.
En 2018, coincidiendo con el ascenso del Extremadura U. D. a la Segunda División Masculina, se crearía un convenio entre ambos clubes convirtiéndose el Extremadura Femenino en la sección femenina del Extremadura U. D. y adquiriendo este los colores del conjunto azulgrana. Dos años después y tras el descenso del Extremadura a Segunda División B ambos clubes pondrían fin al acuerdo separando sus caminos. Esto provocó un descenso administrativo que obligó al Extremadura Femenino empezar desde la última categoría.

## Estadio
El Extremadura Femenino Club de Fútbol disputa sus partidos en el Polideportivo Municipal de Almendralejo, también conocido como Polideportivo Tomás de la Hera. El terreno de juego es de césped artificial y tiene unas dimensiones de 90 x 65 m.
En algunas ocasiones, principalmente en partidos importantes, el equipo ha jugado en el estadio Francisco de la Hera.

## Uniforme
- Uniforme titular: Camisa verde, pantalón negro y medias negras.
- Uniforme alternativo: Camisa azul, pantalón azul y medias azules/blancas.

## Temporadas
| Temporada | División                            | Posición |
| --------- | ----------------------------------- | -------- |
| 22-23     | Primera Nacional                    | 10º      |
| 21-22     | Primera Nacional                    | 12º      |
| 20-21     | Primera División Extremeña          | 1º       |
| 19-20     | Primera Nacional                    | 5º       |
| 18-19     | Segunda División                    | 8º       |
| 17-18     | Segunda División                    | 4º       |
| 16-17     | Segunda División                    | 5º       |
| 15-16     | Segunda División                    | 9º       |
| 14-15     | Segunda División                    | 6º       |
| 13-14     | Segunda División                    | 6º       |
| 12-13     | Segunda División                    | 8º       |
| 11-12     | Segunda División                    | 4º       |
| 10-11     | Primera Nacional de Fútbol Femenino | 2º       |
| 09-10     | Primera Nacional de Fútbol Femenino | 1º       |
| 08-09     | Superliga Española                  | 15º      |

## Datos del club
- Temporadas en la Superliga: 1
- Temporadas en la Segunda División: 10
- Temporadas en la Primera Nacional: 12 (7 como Asociación Deportiva Las Mercedes)

## Plantilla 2014/2015
Temporada 2016/2017 referencia